# Vincenzo Ciseri
Vincenzo Ciseri (Ronco sopra Ascona, 1912 – Locarno, 21 aprile 1985) è stato un calciatore svizzero, di ruolo attaccante.

## Carriera

### Club
Ha sempre giocato nel campionato svizzero.

### Nazionale
Ha collezionato quattro presenze con la propria Nazionale.